# Leone Manti
Leone Manti (Bova, 13 febbraio 1944 – 15 febbraio 2023) è stato un politico italiano.

## Biografia
Esponente della Democrazia Cristiana, negli anni Ottanta fu consigliere regionale in Calabria e dal 1983 al 1985 ricoprì il ruolo di assessore ai Trasporti, Enti Locali e Cooperazione nella giunta regionale di Bruno Dominijanni.
Venne eletto Deputato della XI legislatura della Repubblica Italiana per la DC nel 1992, restando in carica fino al 1994.
Negli anni Duemila fece parte dell'UDC e fu candidato dal centrodestra alla presidenza della Provincia di Reggio Calabria nel 2006, ottenendo però solo il 39,95% dei voti, sconfitto da Giuseppe Morabito del centrosinistra.
Successivamente aderì alla Democrazia Cristiana di Giuseppe Pizza, di cui fino al 2013 fu vicepresidente del Consiglio Nazionale.